# Espès-Undurein
Pour les articles homonymes, voir Espès et Undurein.
Espès-Undurein [ɛspɛs œ̃dyʁɛ̃] (en basque: Ezpeize-Ündüreine) est une commune française, située dans le département des Pyrénées-Atlantiques en région Nouvelle-Aquitaine.
Le gentilé est Ezpeiztar.

## Géographie

### Localisation
La commune d'Espès-Undurein se trouve dans le département des Pyrénées-Atlantiques, en région Nouvelle-Aquitaine.
Elle se situe à 54,6 km par la route de Pau, préfecture du département, à 31,9 km d'Oloron-Sainte-Marie, sous-préfecture, et à 6,3 km de Mauléon-Licharre, bureau centralisateur du canton de Montagne Basque dont dépend la commune depuis 2015 pour les élections départementales.
La commune fait en outre partie du bassin de vie de Mauléon-Licharre.
Les communes les plus proches sont : 
Moncayolle-Larrory-Mendibieu (2,6 km), Berrogain-Laruns (2,8 km), Viodos-Abense-de-Bas (2,9 km), Charritte-de-Bas (3,0 km), Arrast-Larrebieu (3,8 km), Lichos (4,1 km), Chéraute (4,1 km), Ainharp (4,1 km).
Sur le plan historique et culturel, Espès-Undurein fait partie de la province de la Soule, un des sept territoires composant le Pays basque,. La Basse-Navarre en est la province la plus variée en ce qui concerne son patrimoine, mais aussi la plus complexe du fait de son morcellement géographique. Depuis 1999, l'Académie de la langue basque ou Euskalzaindia divise le territoire du Labourd en six zones,. La Soule, traversée par la vallée du Saison, est restée repliée sur ses traditions (mascarades, pastorales, chasse à la palombe, etc). Elle se divise en Arbaille, Haute-Soule et Basse-Soule, dont fait partie la commune.

### Communes limitrophes
Les communes limitrophes sont  Ainharp, Aroue-Ithorots-Olhaïby, Arrast-Larrebieu, Charre, Charritte-de-Bas et Viodos-Abense-de-Bas.
| Aroue-Ithorots-Olhaïby (sur 100 m) | Charritte-de-Bas     | Charre           |
| Ainharp                            | Espès-Undurein       | Arrast-Larrebieu |
|                                    | Viodos-Abense-de-Bas |                  |

### Hydrographie

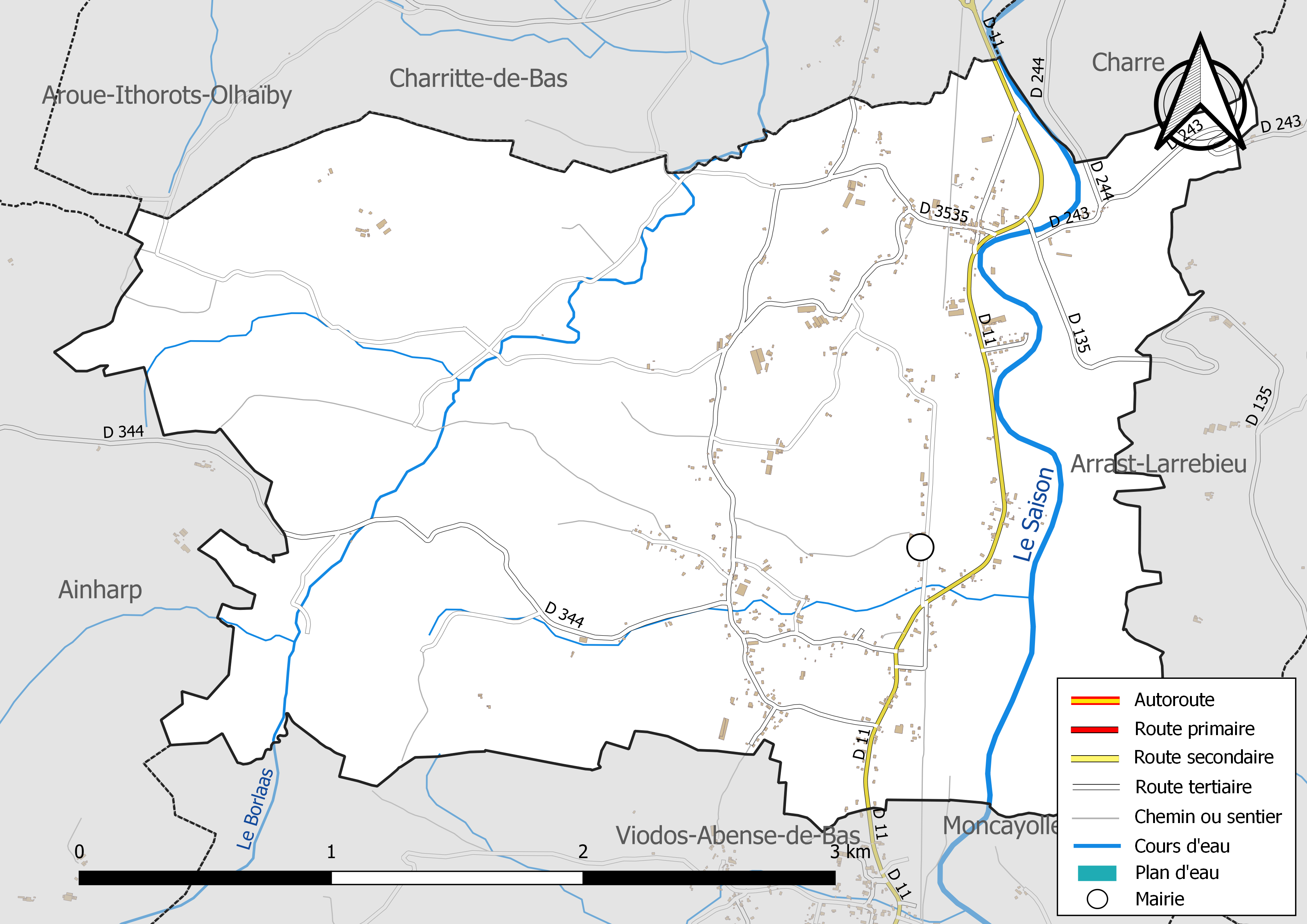
Réseaux hydrographique et routier d'Espès-Undurein.

La commune est drainée par le Saison, le Borlaas et par divers petits cours d'eau, constituant un réseau hydrographique de 12 km de longueur totale,.
Le Saison, d'une longueur totale de 72,2 km, prend sa source dans la commune de Larrau et s'écoule du sud vers le nord. Il traverse la commune et se jette dans le gave d'Oloron à Autevielle-Saint-Martin-Bideren, après avoir traversé 31 communes.

### Climat
Pour des articles plus généraux, voir Climat de la Nouvelle-Aquitaine et Climat des Pyrénées-Atlantiques.
Historiquement, la commune est exposée à un micro climat océanique basque.  
En 2020, Météo-France publie une typologie des climats de la France métropolitaine dans laquelle la commune est exposée à un climat de montagne et est dans la région climatique Pyrénées atlantiques, caractérisée par une pluviométrie élevée (>1 200 mm/an) en toutes saisons, des hivers très doux (7,5 °C en plaine) et des vents faibles.
Pour la période 1971-2000, la température annuelle moyenne est de 13,7 °C, avec une amplitude thermique annuelle de 13,4 °C. Le cumul annuel moyen de précipitations est de 1 451 mm, avec 11,8 jours de précipitations en janvier et 8,7 jours en juillet. Pour la période 1991-2020, la température moyenne annuelle observée sur la station météorologique la plus proche, située sur la commune de Saint-Gladie-Arrive-Munein à 13 km à vol d'oiseau, est de 14,3 °C et le cumul annuel moyen de précipitations est de 1 323,1 mm,. Pour l'avenir, les paramètres climatiques de la commune estimés pour 2050 selon différents scénarios d’émission de gaz à effet de serre sont consultables sur un site dédié publié par Météo-France en novembre 2022.

### Milieux naturels et biodiversité

#### Réseau Natura 2000
Le réseau Natura 2000 est un réseau écologique européen de sites naturels d'intérêt écologique élaboré à partir des Directives « Habitats » et « Oiseaux », constitué de zones spéciales de conservation (ZSC) et de zones de protection spéciale (ZPS).
Un site Natura 2000 a été défini sur la commune au titre de la « directive Habitats » : « le Saison (cours d'eau) », d'une superficie de 2 200 ha, un cours d'eau de très bonne qualité à salmonidés,.

#### Zones naturelles d'intérêt écologique, faunistique et floristique
L’inventaire des zones naturelles d'intérêt écologique, faunistique et floristique (ZNIEFF) a pour objectif de réaliser une couverture des zones les plus intéressantes sur le plan écologique, essentiellement dans la perspective d’améliorer la connaissance du patrimoine naturel national et de fournir aux différents décideurs un outil d’aide à la prise en compte de l’environnement dans l’aménagement du territoire.
Une ZNIEFF de type 2 est recensée sur la commune, : 
le « réseau hydrographique du gave d'Oloron et de ses affluents » (6 885,32 ha), couvrant 114 communes dont 2 dans les Landes et 112 dans les Pyrénées-Atlantiques.

## Urbanisme

### Typologie
Au 1er janvier 2024, Espès-Undurein est catégorisée commune rurale à habitat dispersé, selon la nouvelle grille communale de densité à sept niveaux définie par l'Insee en 2022.
Elle appartient à l'unité urbaine de Mauléon-Licharre, une agglomération intra-départementale regroupant huit  communes, dont elle est une commune de la banlieue,,. Par ailleurs la commune fait partie de l'aire d'attraction de Mauléon-Licharre, dont elle est une commune de la couronne,. Cette aire, qui regroupe 21 communes, est catégorisée dans les aires de moins de 50 000 habitants,.

### Occupation des sols

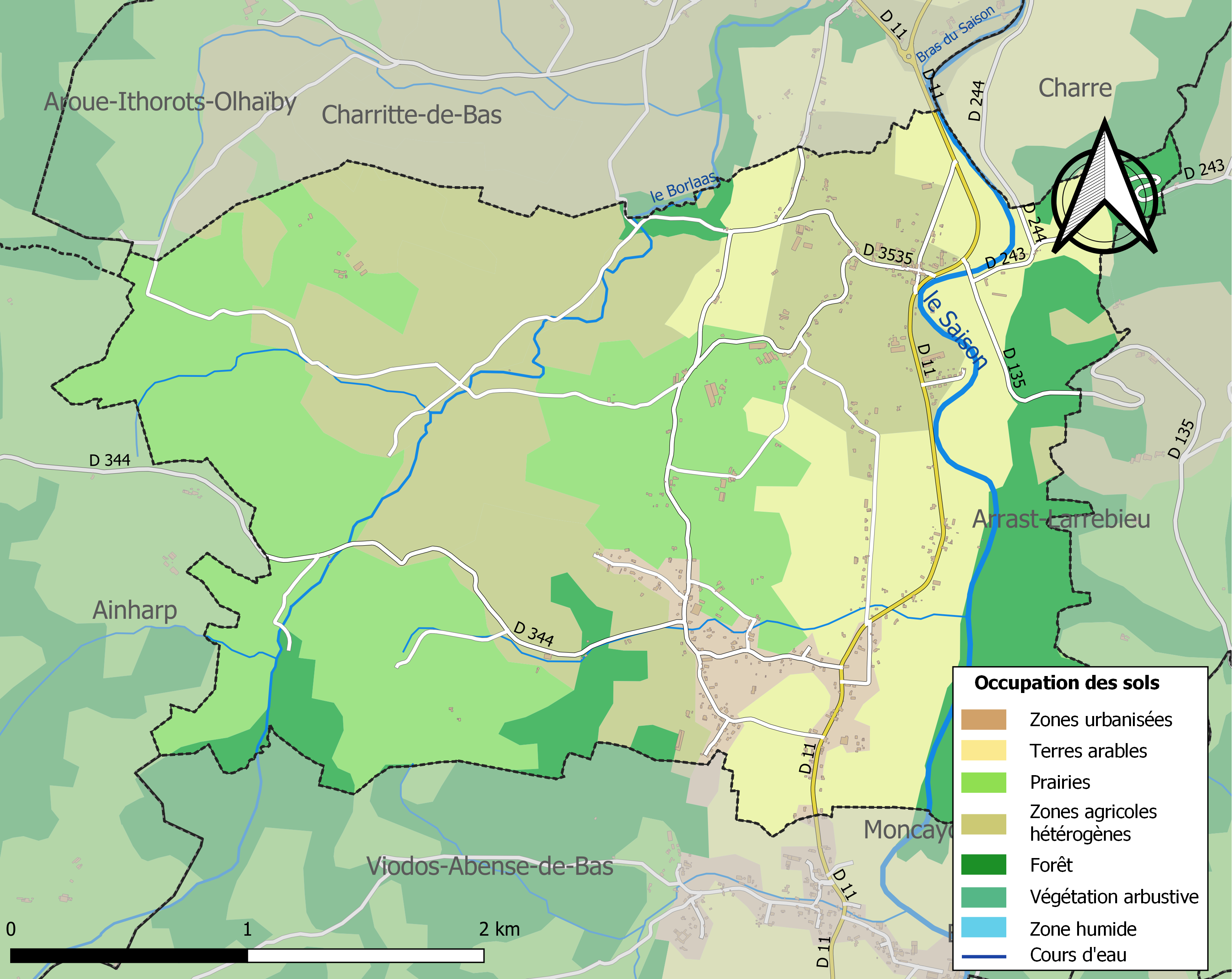
Carte des infrastructures et de l'occupation des sols de la commune en 2018 (CLC).

L'occupation des sols de la commune, telle qu'elle ressort de la base de données européenne d’occupation biophysique des sols Corine Land Cover (CLC), est marquée par l'importance des territoires agricoles (82,4 % en 2018), en diminution par rapport à 1990 (83,5 %). La répartition détaillée en 2018 est la suivante : 
zones agricoles hétérogènes (31,4 %), prairies (31,3 %), terres arables (19,6 %), forêts (14,1 %), zones urbanisées (3,6 %). L'évolution de l’occupation des sols de la commune et de ses infrastructures peut être observée sur les différentes représentations cartographiques du territoire : la carte de Cassini (XVIIIe siècle), la carte d'état-major (1820-1866) et les cartes ou photos aériennes de l'IGN pour la période actuelle (1950 à aujourd'hui).

### Lieux-dits et hameaux
14 quartiers composent la commune d'Espès-Undurein :
Espès
- Ezpeize (Espès en français)
- Agergarai (Agergaraia sur les cartes IGN)
- Arreat
- Bürgüa
- Lagoaltea
- Mekanikaltea (La Mécanique en français)
- Peko herria (Pekohiria sur les cartes IGN)
- Üthürralte

Undurein
- Ündüreine (Undurein en français)
- Harribeltzeta
- Harixkotaltea
- Kharrika
- Mahintzaltea (Mahintzea sur les cartes IGN)
- Peko ürrüpera

### Risques majeurs
Le territoire de la commune d'Espès-Undurein est vulnérable à différents aléas naturels : météorologiques (tempête, orage, neige, grand froid, canicule ou sécheresse), inondations, feux de forêts et séisme (sismicité moyenne). Un site publié par le BRGM permet d'évaluer simplement et rapidement les risques d'un bien localisé soit par son adresse soit par le numéro de sa parcelle.
Certaines parties du territoire communal sont susceptibles d’être affectées par le risque d’inondation par une crue torrentielle ou à montée rapide de cours d'eau, notamment le Saison. La commune a été reconnue en état de catastrophe naturelle au titre des dommages causés par les inondations et coulées de boue survenues en 1982, 1983, 2009 et 2014,.
Espès-Undurein est exposée au risque de feu de forêt. En 2020, le premier plan de protection des forêts contre les incendies (PDPFCI) a été adopté pour la période 2020-2030. La réglementation des usages du feu à l’air libre et les obligations légales de débroussaillement dans le département des Pyrénées-Atlantiques font l'objet d'une consultation de public ouverte du 16 septembre au 7 octobre 2022,.

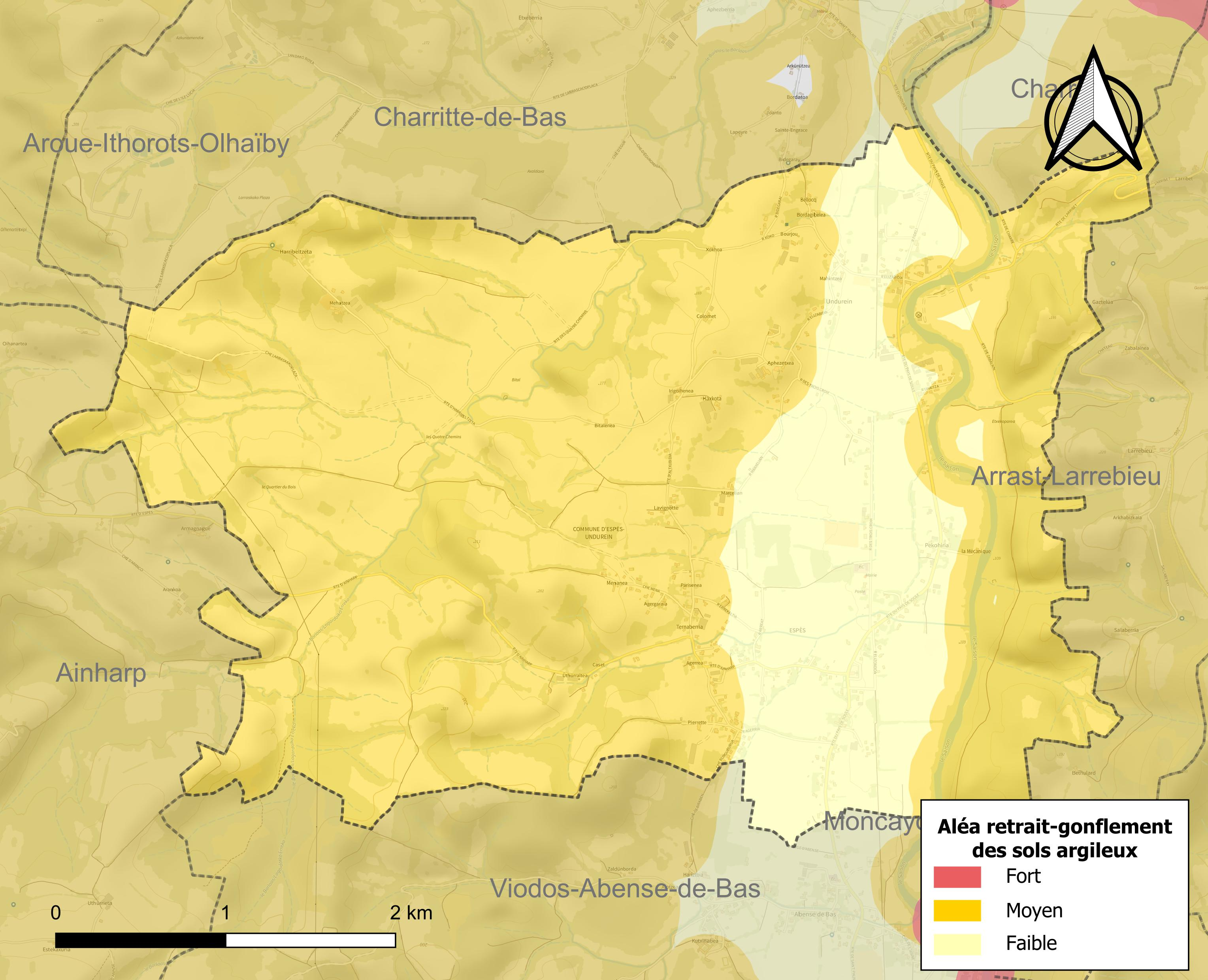
Carte des zones d'aléa retrait-gonflement des sols argileux d'Espès-Undurein.

Le retrait-gonflement des sols argileux est susceptible d'engendrer des dommages importants aux bâtiments en cas d’alternance de périodes de sécheresse et de pluie. 80,1 % de la superficie communale est en aléa moyen ou fort (59 % au niveau départemental et 48,5 % au niveau national). Depuis le 1er octobre 2020, en application de la loi ELAN, différentes contraintes s'imposent aux vendeurs, maîtres d'ouvrages ou constructeurs de biens situés dans une zone classée en aléa moyen ou fort,.

## Toponymie

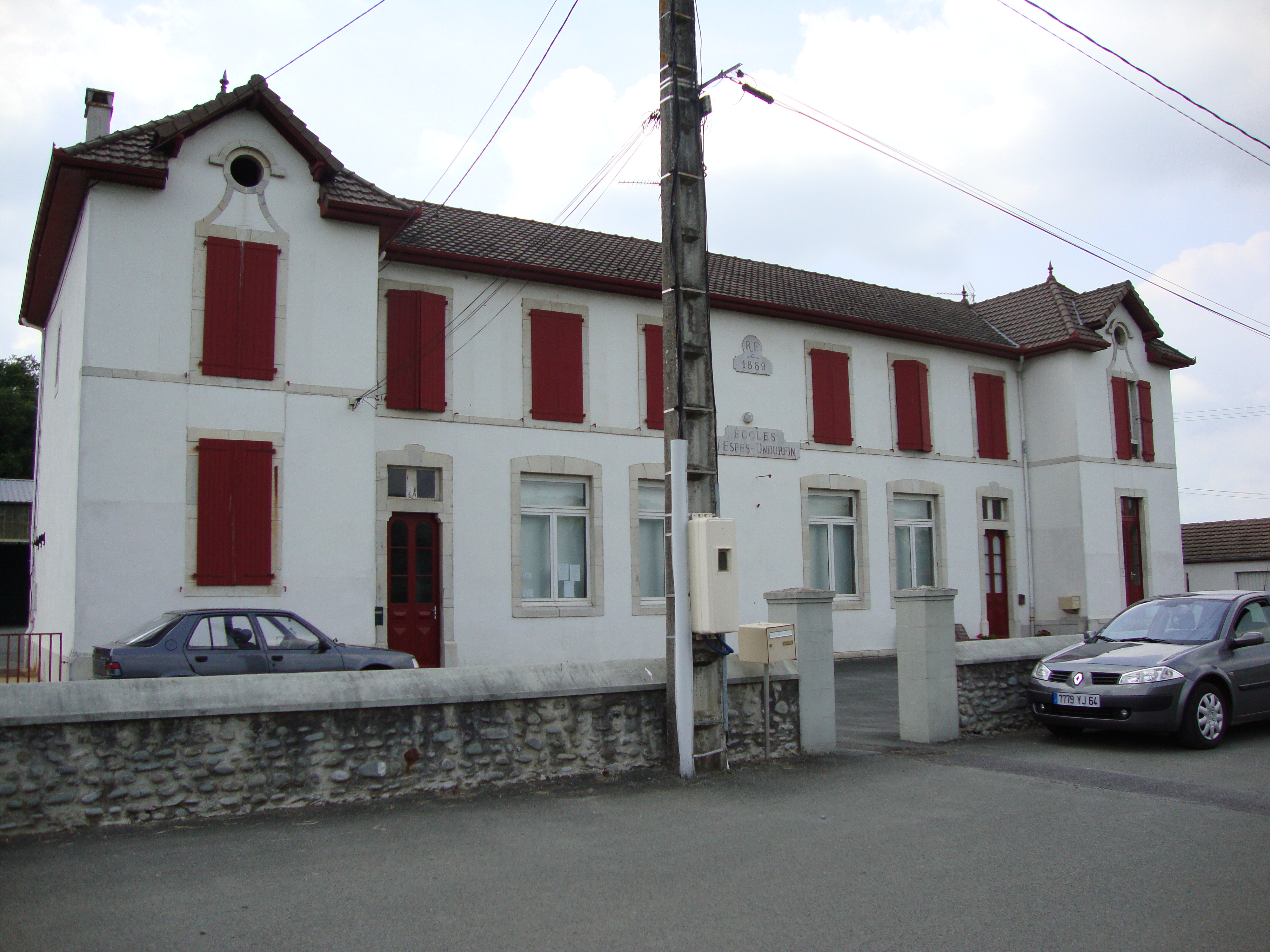
L'école entre les villages

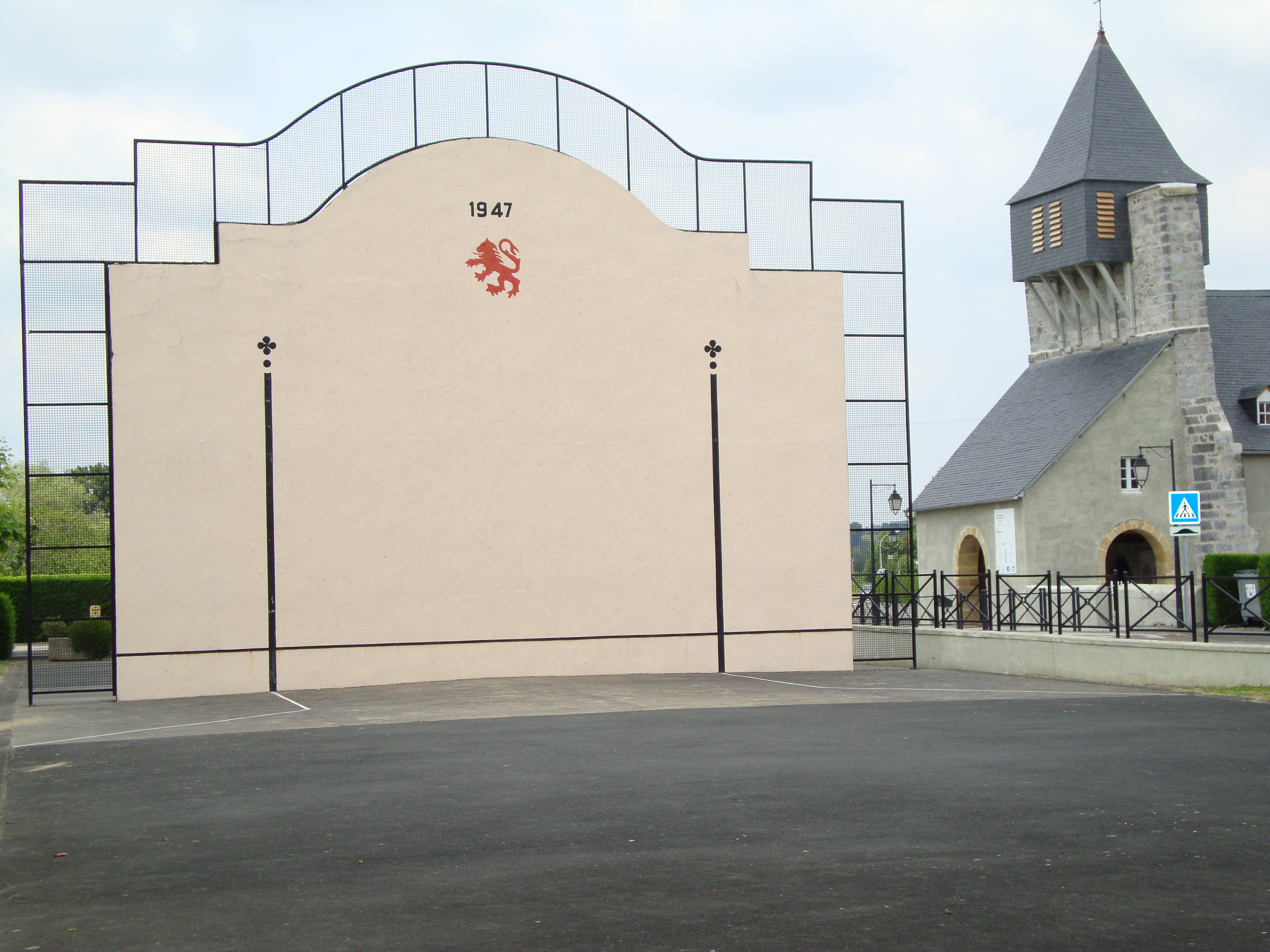
Fronton à Espès

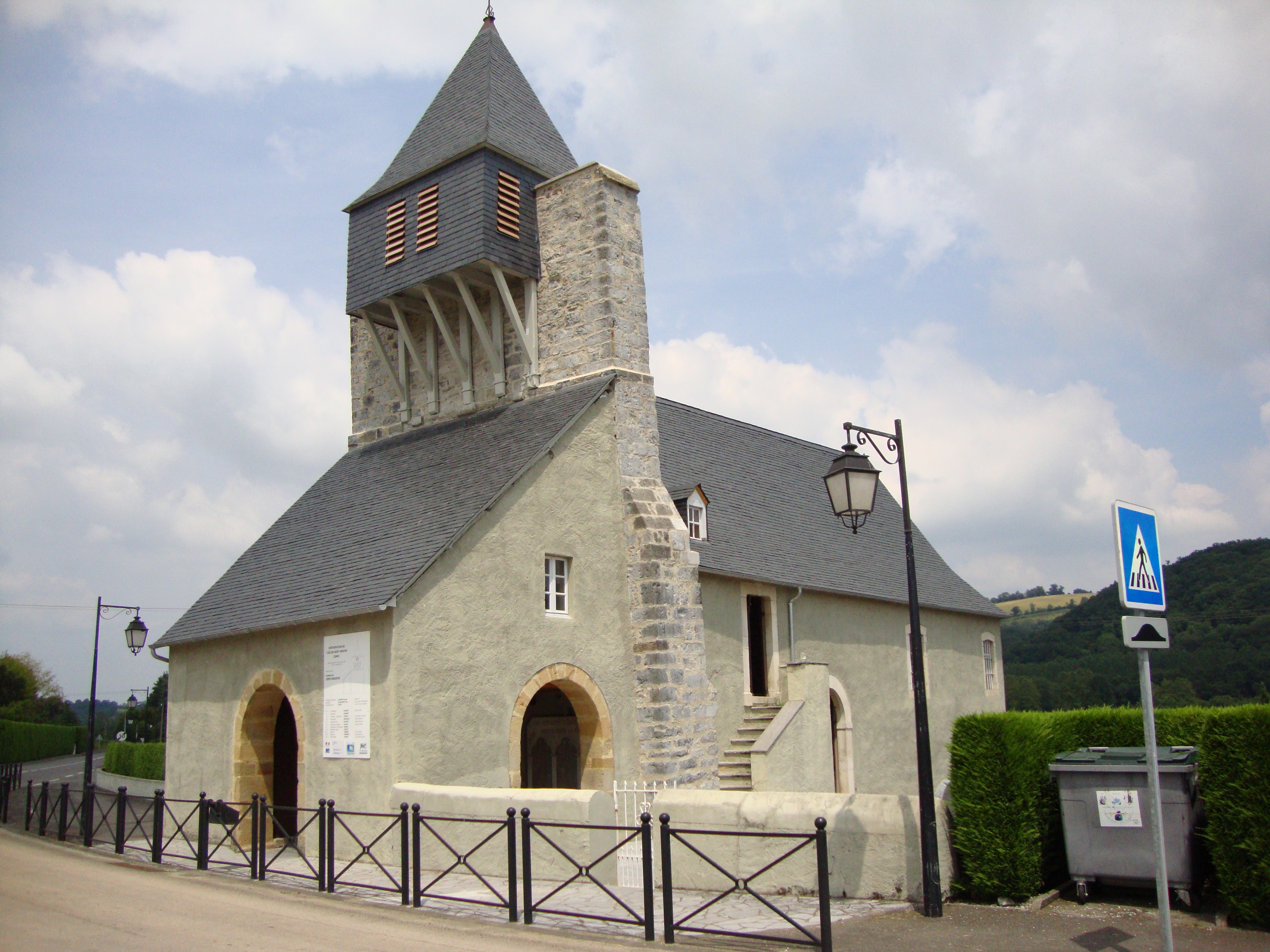
L'église Saint-Martin d'Espès

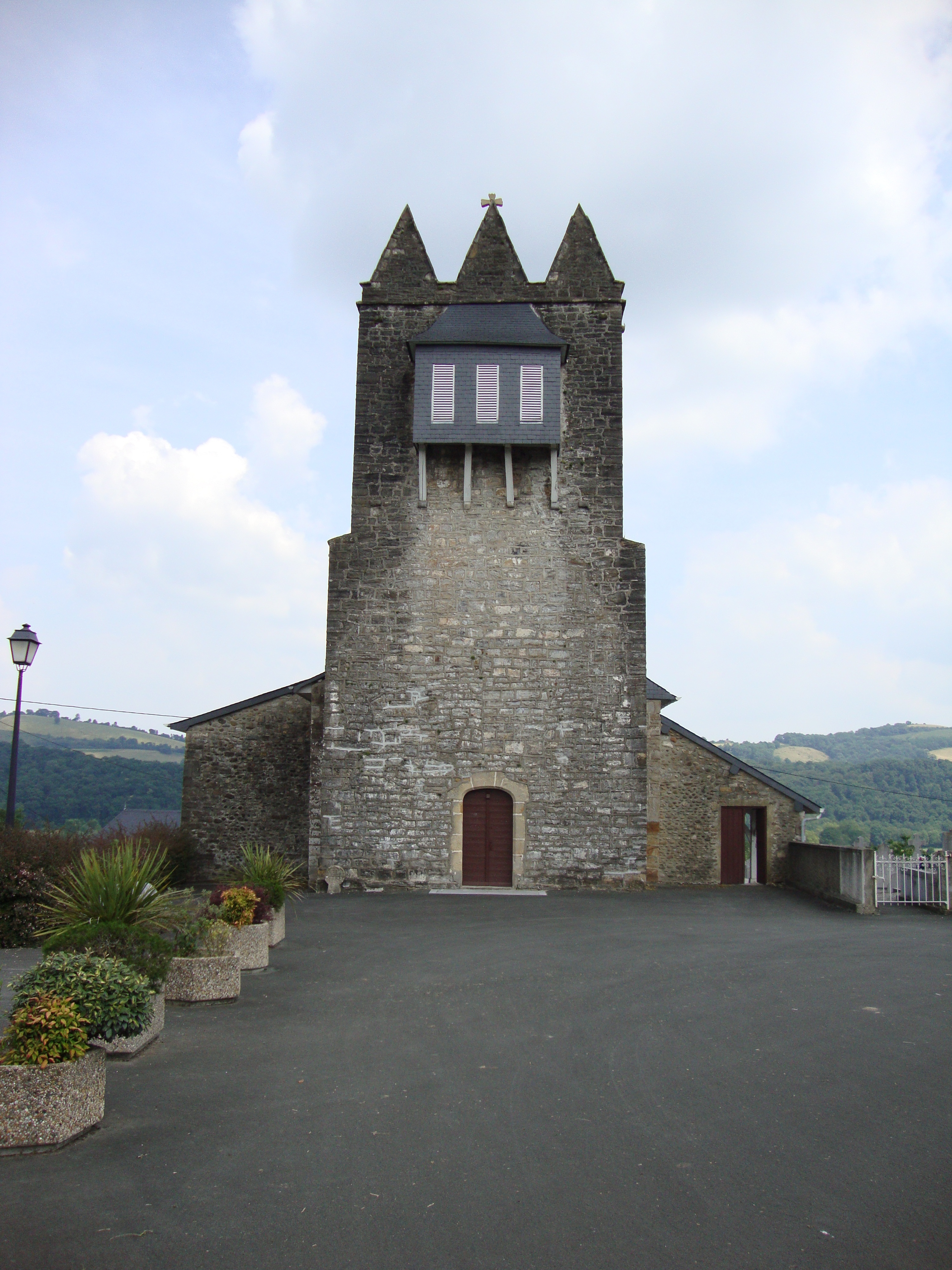
Façade de l'église trinitaire d'Undurein

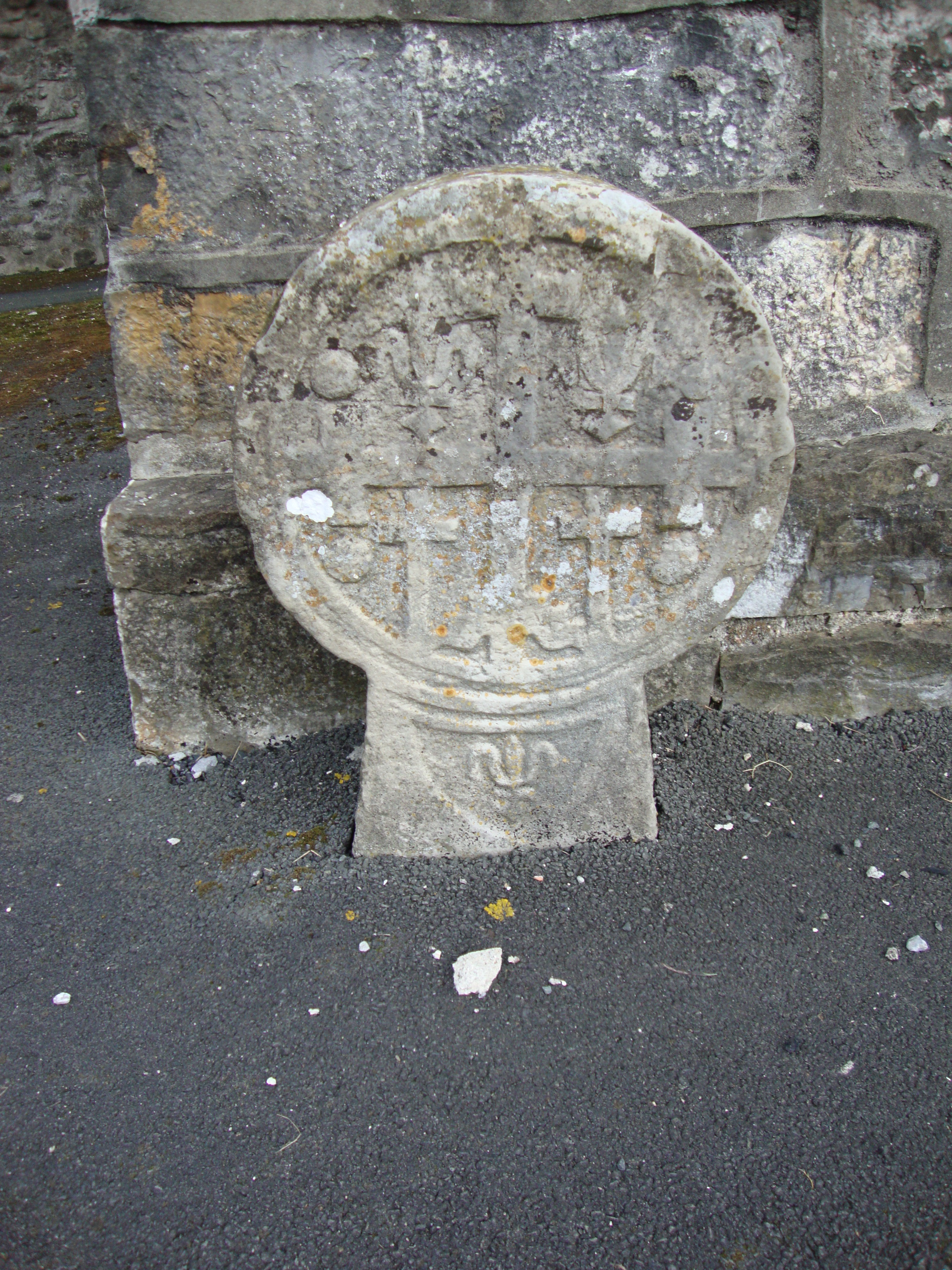
Stèle discoïdale au cimetière d'Undurein

### Attestations anciennes
Le toponyme Espès apparaît sous les formes 
Esperce (1375, contrats de Luntz), 
Aspes (1472, notaires de Labastide-Villefranche).
Le toponyme Undurein apparaît sous les formes 
Andurenh (1382, contrats de Luntz), 
Undurenh (1455, collection Duchesne volume CXIV) et 
Undurin (1801, Bulletin des lois).

### Autres toponymes
Le chemin Mercadieu, mentionné dans le dictionnaire de 1863, est indiqué en 1479 dans les contrats d’Ohix sous les graphies lo cami Mercadieu et le cami deu Mercat. Il s’étendait sur Ainharp et Espès-Undurein.

### Graphie basque
Son nom basque actuel est Ezpeize-Ündüreine.

## Histoire
Paul Raymond note que le seigneur d'Espès était un des dix potestats de Soule et dépendait de la vicomté de Soule.
La commune a été créée le 10 janvier 1842 par la réunion des communes d' Espès et d' Undurein.

## Politique et administration
| Période | Période  | Identité         | Étiquette | Qualité |
| ------- | -------- | ---------------- | --------- | ------- |
| 1995    | 2001     | Pierre Rospide   |           |         |
| 2001    | 2010     | Lucien Lapeyrade | DVD       |         |
| 2010    | En cours | Michel Ibarra    |           |         |

### Intercommunalité
Espès-Undurein appartient à six structures intercommunales :
- la communauté d'agglomération du Pays Basque ;
- le syndicat AEP du pays de Soule ;
- le syndicat d'assainissement du Pays de Soule ;
- le syndicat d'énergie des Pyrénées-Atlantiques ;
- le syndicat de regroupement pédagogique de Charritte-de-Bas - Espès-Undurein - Lichos ;
- le syndicat intercommunal de la Vallée.

Espès-Undurein accueille le siège du syndicat intercommunal de la Vallée.

## Population et société

### Démographie
L'évolution du nombre d'habitants est connue à travers les recensements de la population effectués dans la commune depuis 1793. Pour les communes de moins de 10 000 habitants, une enquête de recensement portant sur toute la population est réalisée tous les cinq ans, les populations de référence des années intermédiaires étant quant à elles estimées par interpolation ou extrapolation. Pour la commune, le premier recensement exhaustif entrant dans le cadre du nouveau dispositif a été réalisé en 2007.

En 2022, la commune comptait 501 habitants, en évolution de −0,99 % par rapport à 2016 (Pyrénées-Atlantiques : +3,78 %, France hors Mayotte : +2,11 %).
| 1793 | 1800 | 1806 | 1821 | 1831 | 1836 | 1841 | 1846 | 1851 |
| ---- | ---- | ---- | ---- | ---- | ---- | ---- | ---- | ---- |
| 339  | 277  | 299  | 343  | 325  | 325  | 572  | 586  | 600  |

| 1856 | 1861 | 1866 | 1872 | 1876 | 1881 | 1886 | 1891 | 1896 |
| ---- | ---- | ---- | ---- | ---- | ---- | ---- | ---- | ---- |
| 543  | 516  | 514  | 570  | 530  | 521  | 498  | 515  | 528  |

| 1901 | 1906 | 1911 | 1921 | 1926 | 1931 | 1936 | 1946 | 1954 |
| ---- | ---- | ---- | ---- | ---- | ---- | ---- | ---- | ---- |
| 544  | 525  | 502  | 403  | 376  | 380  | 434  | 426  | 365  |

| 1962 | 1968 | 1975 | 1982 | 1990 | 1999 | 2006 | 2007 | 2012 |
| ---- | ---- | ---- | ---- | ---- | ---- | ---- | ---- | ---- |
| 417  | 460  | 530  | 502  | 522  | 474  | 482  | 483  | 508  |

| 2017 | 2022 | - | - | - | - | - | - | - |
| ---- | ---- | - | - | - | - | - | - | - |
| 495  | 501  | - | - | - | - | - | - | - |

### Enseignement
La commune dispose d'une école primaire publique.

## Économie
L'activité est essentiellement tournée vers l'agriculture (élevage et pâturages). La commune fait partie de la zone d'appellation de l'ossau-iraty.

## Culture locale et patrimoine
Espès-Undurein a organisé la pastorale souletine en 2008 sur le thème du vicomte de Soule Auger III de Mauléon.

### Patrimoine religieux
L'église d'Espès, inscrite aux monuments historiques en 1925, présente un plafond peint du XVIIe siècle, découvert lors de travaux en 2007.
Undurein possède également une église dont le clocher-mur est dit « trinitaire » ou « souletin » c'est-à-dire que la crête du mur, percé de baies où tintent les cloches, s'y achève par trois grandes pointes à peu près d'égale hauteur, figurant la Trinité.

## Équipements
La commune dispose d'une école primaire.